# Aphanasium australe
Aphanasium australe är en skalbaggsart som först beskrevs av Jean Baptiste Boisduval 1835.  Aphanasium australe ingår i släktet Aphanasium och familjen långhorningar. Inga underarter finns listade i Catalogue of Life.